# Eilema mienshanica
Eilema mienshanica là một loài bướm đêm thuộc phân họ Arctiinae, họ Erebidae.